# Zevenbladroest
De zevenbladroest (Puccinia aegopodii) is een schimmel op de bladeren en stengels van de plant zevenblad (Aegopodium podagraria).

## Kenmerken
Op bladen en stengels ontstaan bleekgele opzwellingen. Bij rijpheid barsten deze open, waarna de bruine sporen vrijkomen.
Zoals bij alle Puccinia-soorten groeit het mycelium van Puccinia aegopodii intercellulair en vormt het zuigdraden die in het opslagweefsel van de waardplant groeien. Spermogonia en aecia van de soort zijn afwezig. Hetzelfde geldt voor uredia van de schimmel. De telia van de soort, die aan weerszijden van de bladeren van de waardplanten groeit, is zwartbruin, poederachtig en al vroeg onbedekt. Ze komen vooral voor op bladnerven en stengels. De chocoladebruine teliosporen zijn tweecellig, meestal langwerpig tot ovaal, glad en 28-48 × 15-22 µm groot. De kleurloze steel heeft een lengte tot 32 µm.

## Verspreiding
Volgens de GBIF bestaat het verspreidingsgebied uit Duitsland, Finland, Frankrijk, Groot-Brittannië, Letland, Oostenrijk, Polen, Roemenië, Rusland, Turkije en Zweden.
In Nederland geldt de soort als exoot, die zich hier zelfstandig handhaaft. Ook in België komt deze schimmel voor.

## Foto's

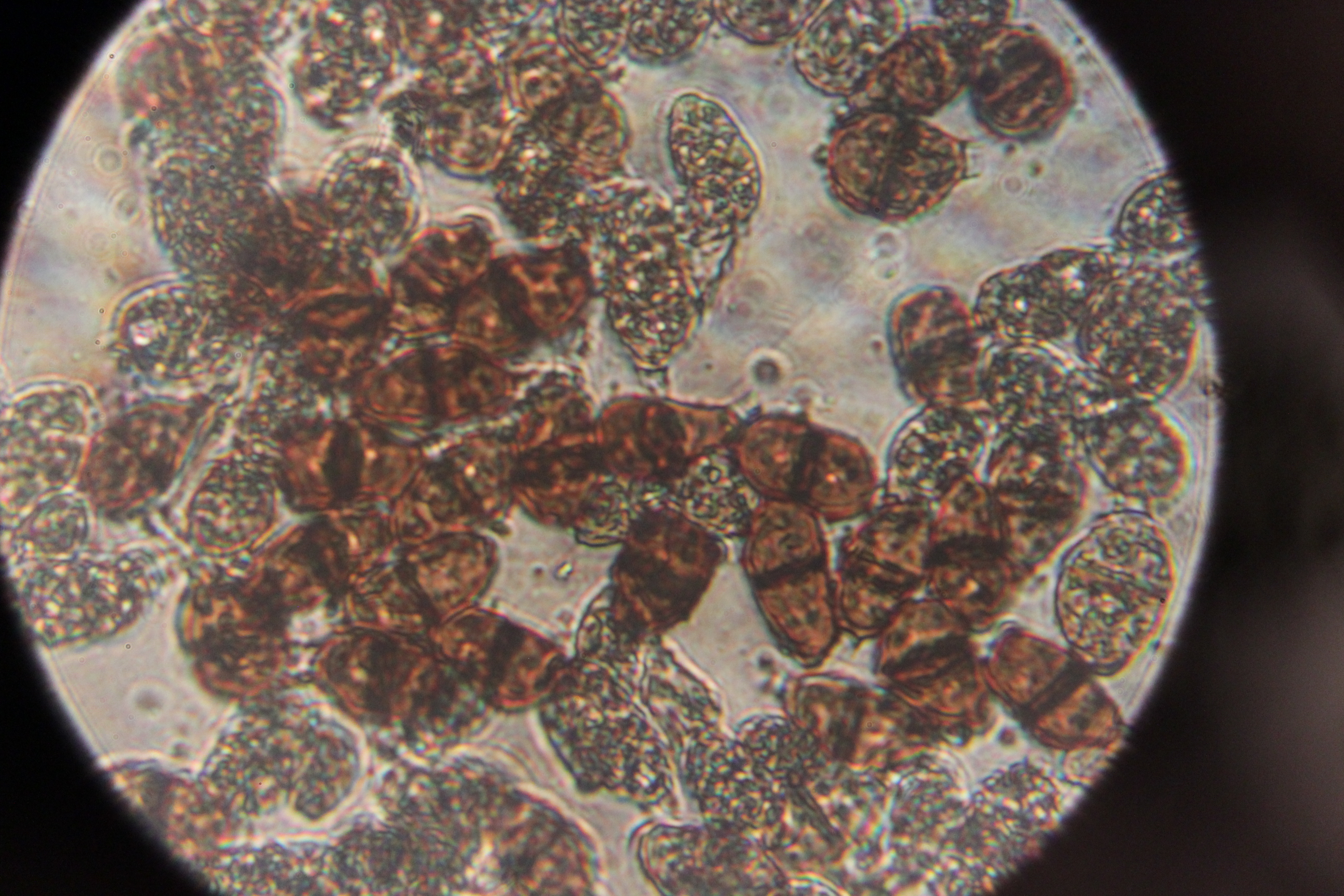
Telioporen